# Dvoudobý spalovací motor vznětový

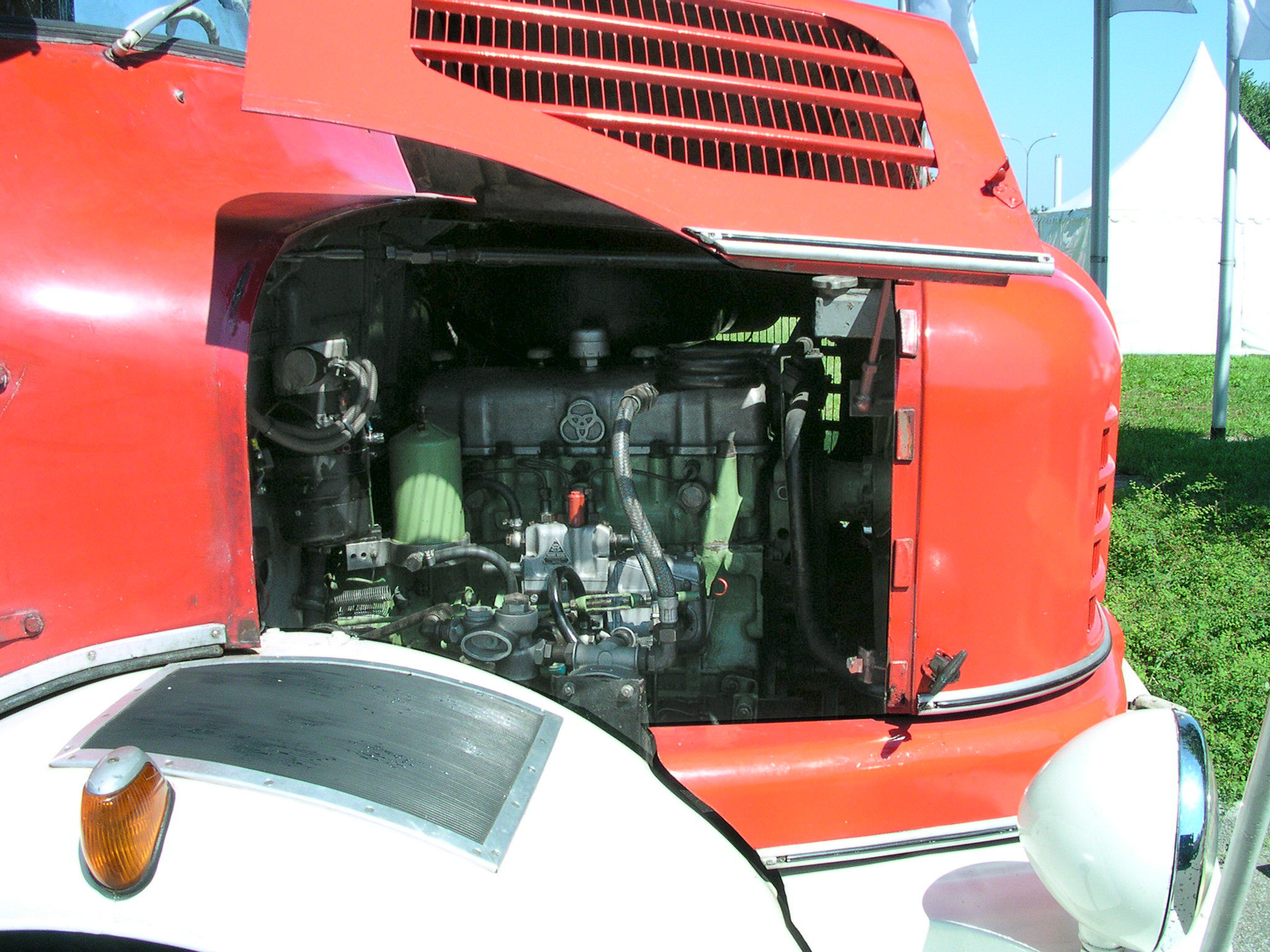
Vznětový dvoudobý motor v nákladním automobilu Krupp "Elch"

Dvoudobý spalovací motor vznětový je spalovací motor, u kterého je každý zdvih pístu zdvihem pracovním. Jako palivo slouží nafta, případně těžší ropné frakce. Tyto motory se staví jako přeplňované. Hlava válce je opatřena jedním nebo více výfukovými ventily, plnění čerstvým vzduchem se uskutečňuje otvory, které se odkrývají krátce předtím, než píst dosáhne dolní úvrati. Kliková hřídel běží stejně jako u čtyřdobého motoru v ložiskách mazaných tlakovým olejem.

## Popis činnosti

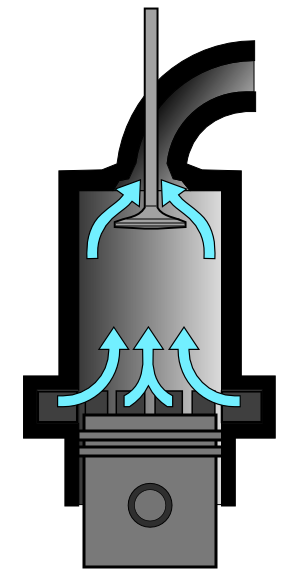
Dvoudobý spalovací motor vznětový v dolní úvrati

1. Při pohybu pístu ze spodní úvrati jsou nejprve odkryté plnicí otvory i výfukový ventil. Ten se uzavře krátce předtím, než píst zcela zakryje plnicí otvory. Tím je dosaženo mírného přetlaku ve válci. Píst dále stlačuje vzduch, který se tím prudce zahřívá. Krátce před dosažením horní úvrati dochází ke vstřiku paliva a jeho vznícení.
2. Vzniklé spaliny tlačí píst k dolní úvrati. Ještě předtím, než píst odkryje plnicí otvory, dochází k otevření výfukového ventilu a spaliny počínají nejprve unikat z prostoru válce a po odkrytí otvorů jsou vytlačovány čerstvým vzduchem.

## Využití

### Nákladní automobily

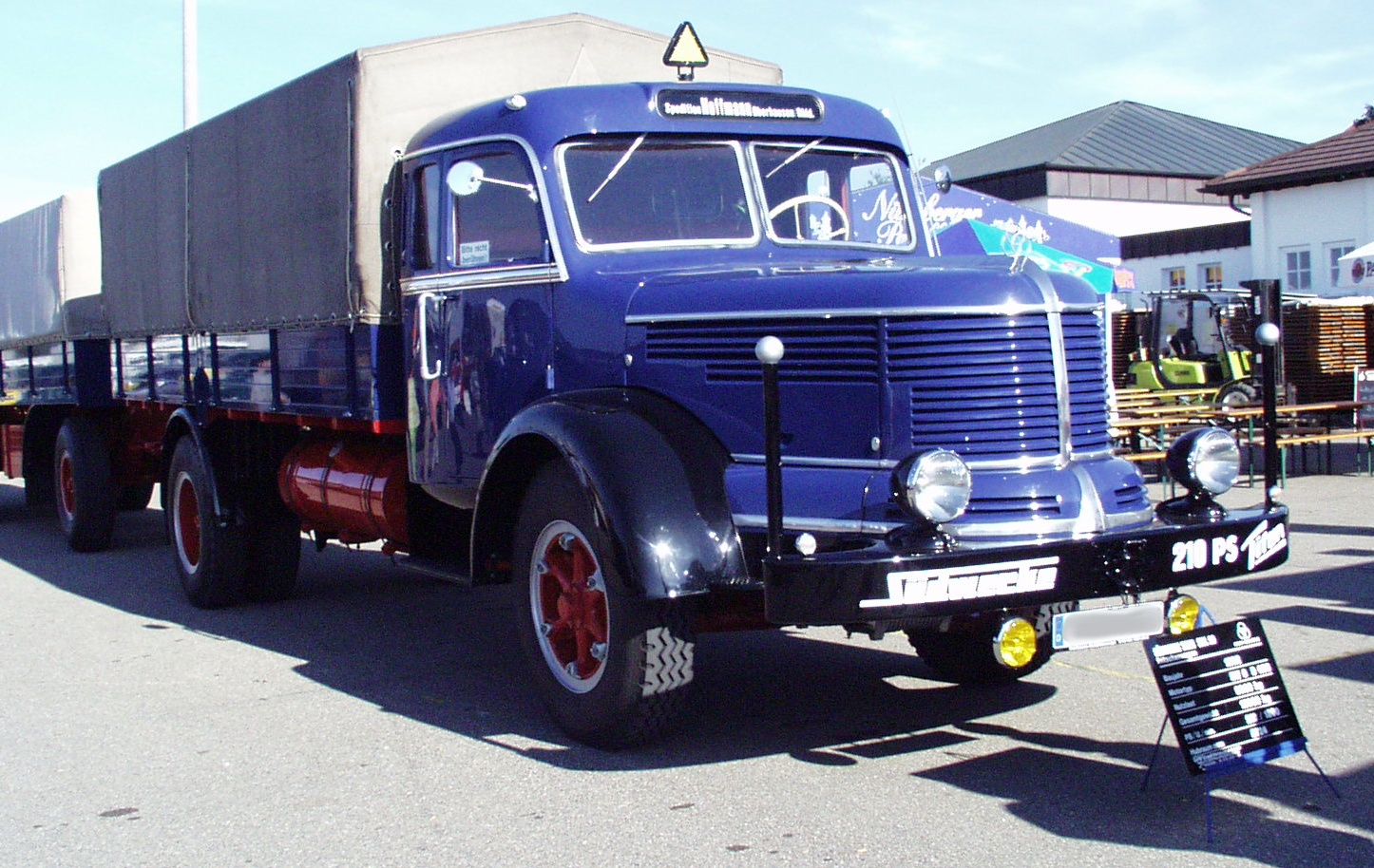
Krupp Titan s dvoudobým motorem

Německá automobilka Krupp-Südwerke používala motor Krupp SW 6 u řady svých modelů. Sovětské automobilky JAZ (nyní Rusko, Jaroslavl), KrAZ (nyní Ukrajina, Kremenčuk) a MAZ (nyní Bělorusko, Minsk) používaly motory JAZ. Mezi známé dvoudobé dieselové motory s výfukovými ventily v hlavě válců patřila řada 53, 71, 92, 149 (obsah v kubických palcích) výrobce Detroit Diesel Corporation (DDC). Tyto dvoutaktní motory využívaly pro zajištění vyplachovacího tlaku Rootsovo dmychadlo – částečně s předřazeným turbodmychadlem – a vodou chlazený mezichladič plnicího vzduchu. 

### Malotraktory a půdní frézy
Agrostroj Prostějov montoval do pudní frézy PF 62, a taká malotraktorů TZ 10, 12, 14 nejdříve upravené jednoválce Slávia 1D-90-TA o výkonu 9,6kW/13HP, poté do malotraktorů MT dvouválce jako Šálek Prostějov.

### Lokomotivy
U ČSD jimi byla vybavena řada T 679.1 (později přeznačena na řadu 781) z Luhanského závodu v Sovětském svazu (nyní Ukrajina, Luhansk). V lokomotivách však pracovaly značně nehospodárně, neboť jejich pracovní cyklus je v tomto použití značně proměnlivý. Pokud je však zatížení stálé, dokáží pracovat s vysokou účinností.

### Tanky a obrněné transportéry
Zajímavým případem použití dvoudobého motoru je japonský tank Typ 90, který využívá dvoudobý dieselový motor Mitsubishi s přímým vstřikováním paliva a Rootsovým dmychadlem. Americký obrněný transportér M113 je vybaven vodou chlazeným dvoudobým dieselovým motorem General Motors v uspořádání V6 (výrobní oddělení bylo později vyčleněno a přejmenováno na Detroit Diesel Corporation). Tento motor dává výkon 156kW (M113A1 a M113A2) popř. 202kW (M113A3).

### Lodě
Čtyřdobý automobilový turbodiesel dosahuje v nejlepším případě účinnosti 40-42%, čtyřdobý turbodiesel pro nákladní auta dosahuje 45%, čtyřdobý zážehový turbomotor dosahuje jen 35-37%. Lodní dieselový motor se spotřebou méně než 160 g/kWh může v ideálním případě přeměnit až 55% chemické energie paliva na užitečnou mechanickou práci. Velké dvoudobé lodní pohony s plněním pomocí turbodmychadla z hlediska tepelné účinnosti mohou překonávat pouze plynové a parní turbíny. Na velkou účinnost má vliv i práce v jednom režimu – nízký počet otáček poskytuje dostatek času pro výměnu plynů. 

### Neortodoxní konstrukce
Nekonvenční konstrukce je dieselový motor s protiběžnými písty. Je použita u leteckého motoru Junkers Jumo 205 se dvěma klikovými hřídelemi, motoru Napier Deltic se třemi řadami válců a třemi klikovými hřídelemi a motoru Commer TS-3, což byl motor pro nákladní auta s jednou klikovou hřídelí, dvěma ojnicemi a jedním vahadlem na válec. Motory Leyland L60 byly používány v tancích Chieftain (FV4201) a Vickers MBT; Fairbanks Morse Engine byl používán v ponorkách a lokomotivách.